# Giuseppe Pecci (1807-1890)
Giuseppe Pecci detto il Giovane (Carpineto Romano, 13 dicembre 1807 – Roma, 8 febbraio 1890) è stato un cardinale italiano, teologo valente e famoso sostenitore del tomismo, nonché fratello di papa Leone XIII; è stato l'ultimo cardinal nipote (in questo caso cardinal fratello) ad essere nominato nella storia.

## Biografia

### Infanzia ed educazione

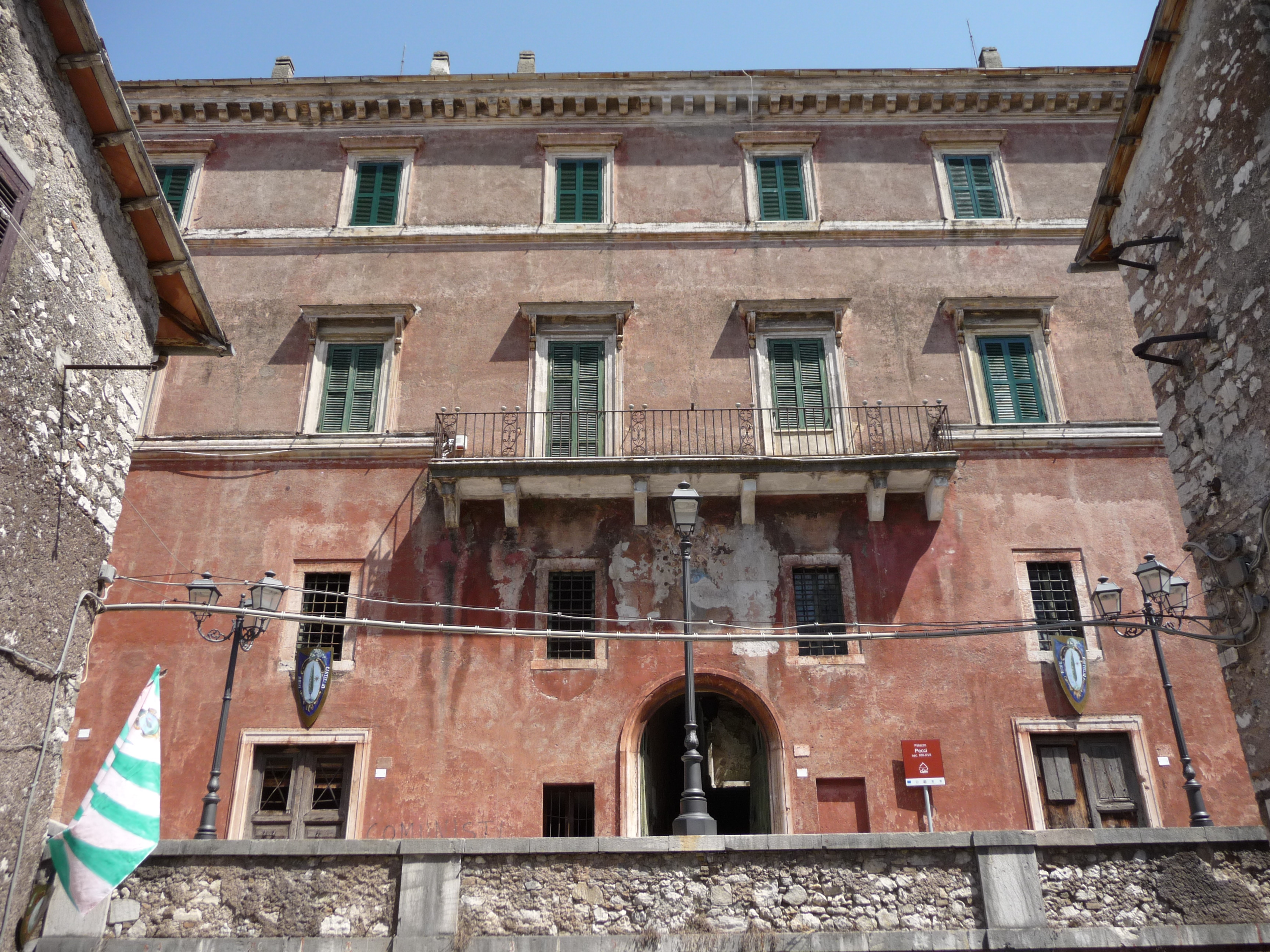
Palazzo Pecci di Carpineto

Nato a Palazzo Pecci di Carpineto Romano, presso Roma, Giuseppe era uno dei sette figli del conte Lodovico Pecci e di sua moglie, la nobile Anna Prosperi Buzi. Assieme al fratello minore Vincenzo, studiò al Collegio dei Gesuiti di Viterbo, dove rimase sino al 1824. In quello stesso anno Giuseppe e Vincenzo vennero richiamati a Roma dal padre, dove la madre era morente. Degli altri fratelli si ricorda anche il conte Giovanni Battista Pecci che nel 1865 a Carpineto Romano fece da padrino all'ordinazione sacerdotale di sant'Antonino Fantosati.

### Carriera ecclesiastica

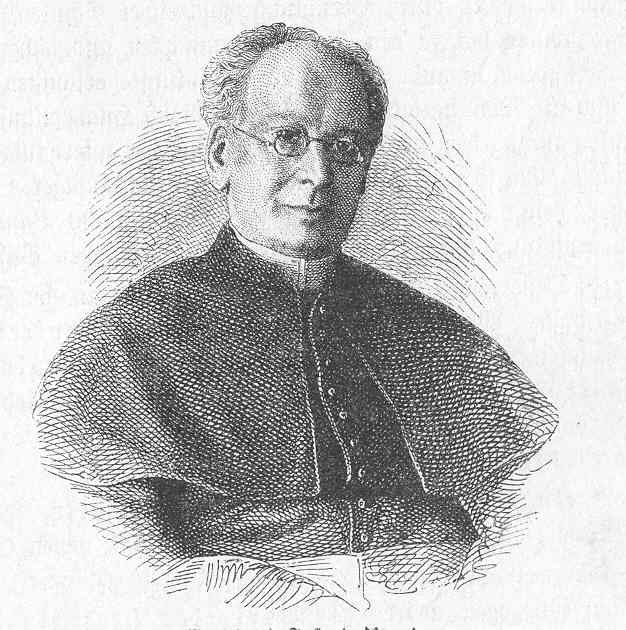
Monsignor Giuseppe Pecci di Karl Benzinger

Il Conte Pecci trattenne quindi i figli presso la propria casa come sostegno personale, iscrivendoli al Collegio Romano, sempre gestito dai Gesuiti. Nel 1828, entrambi i fratelli decisero di fare la propria professione di fede: Giuseppe entrò nell'ordine dei gesuiti che tanto l'avevano influenzato durante i propri studi, mentre Vincenzo entrò nel clero secolare.
Dopo che il fratello ebbe fatto rapidamente carriera giungendo sino alla sede episcopale di Perugia, per volontà di quest'ultimo, Giuseppe ottenne la cattedra di teologia del Seminario di Perugia, mantenendola per dieci anni (1849-1859). Dopo che la città venne conquistata dalle forze piemontesi nel 1860, Pio IX in persona lo richiamò a Roma e gli offrì una nuova cattedra di teologia, affidandogli anche l'onore di entrare a far parte della commissione pontificia che si sarebbe preoccupata di intavolare il Concilio Vaticano I. Giudicato un ottimo teologo tomista, nel 1870 rifiutò la propria cattedra in protesta con la nuova corrente anticlericale dello Stato italiano, ma continuò ad occuparsi di ricerche teologiche.

### Cardinalato
Nel 1879, il Collegio dei Cardinali chiese al neoeletto papa Leone XIII di elevare il proprio fratello Giuseppe al loro stesso rango e pertanto il Pecci venne creato cardinale diacono di Sant'Agata dei Goti il 12 maggio di quello stesso anno, all'età di 72 anni, nel primo concistoro del fratello. Egli ebbe così l'onore di essere l'ultimo membro della famiglia di un papa nella storia ad essere eletto cardinale.
La cerimonia venne descritta dettagliatamente da Ludwig von Pastor nel suo diario:
(L. von Pastor, Tagebücher. Heidelberg, 1950, pagina 127.)

### Rapporti con il tomismo

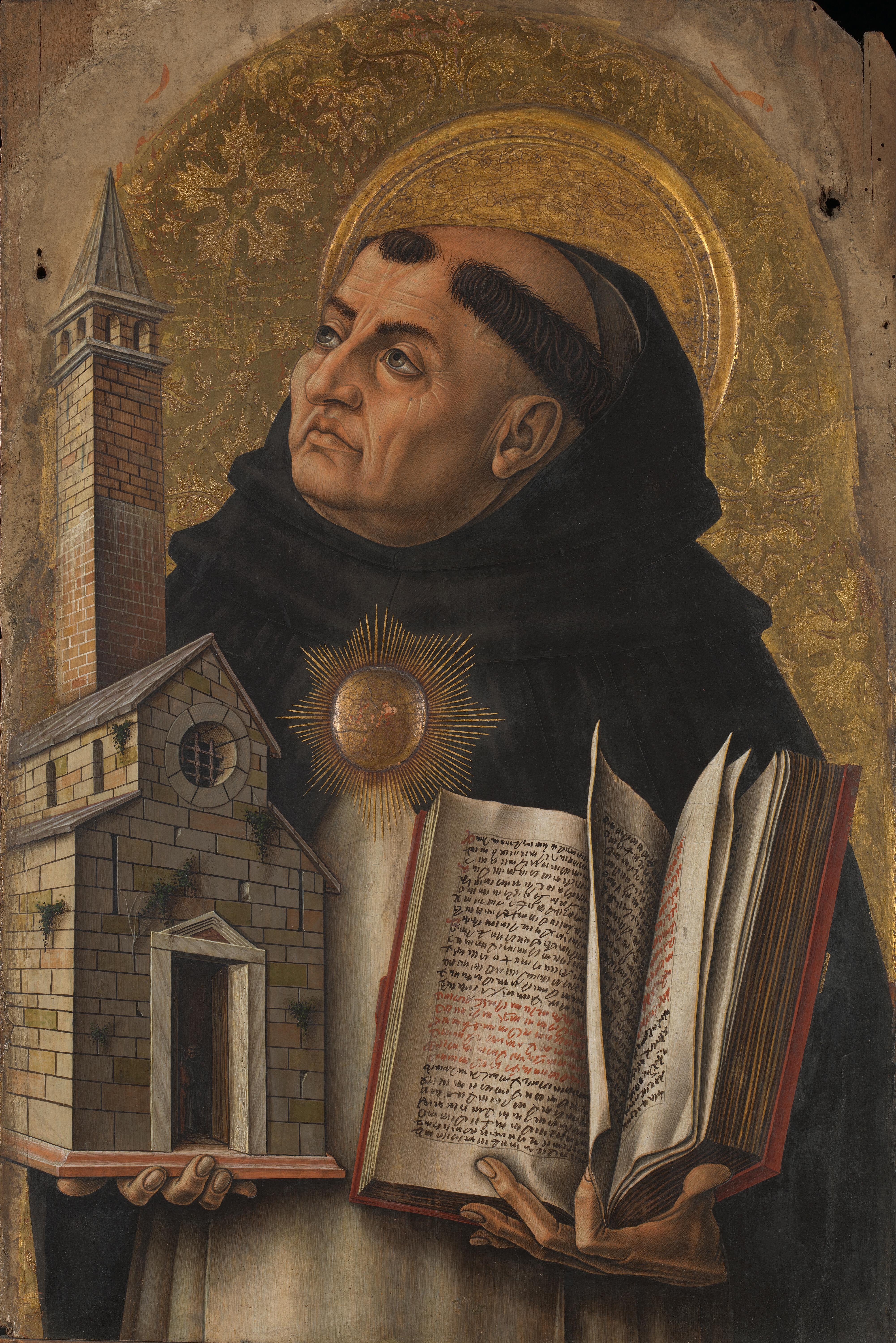
Carlo Crivelli, ritratto di San Tommaso d'Aquino (1476)

L'elevazione del Pecci al cardinalato ebbe luogo nel contesto del tentativo di Leone XIII di rafforzare le tesi della teologia tomistica nella Chiesa cattolica. Il tomismo aveva perso il proprio ruolo di rilievo di guida della teologia universale e perciò Leone XIII decise di riportarlo al proprio antico splendore attraverso il fratello. Giuseppe Pecci non si limitò a insegnarlo, ma fece ricerche sul tomismo delle origini e sul suo ruolo in seno alla Chiesa (anche in relazione con san Tommaso d'Aquino, suo fondatore). Questo nuovo orientamento della Chiesa venne salutato gloriosamente dai Domenicani, dai Gesuiti tomisti come il Pecci e da molti vescovi del mondo, anche se non mancarono le critiche. Molti, infatti, consideravano il tomismo una filosofia ormai completamente superata. Questo orientamento ebbe se non altro il vanto riconosciutogli di aver unito due rivali secolari: i Gesuiti e i Domenicani.

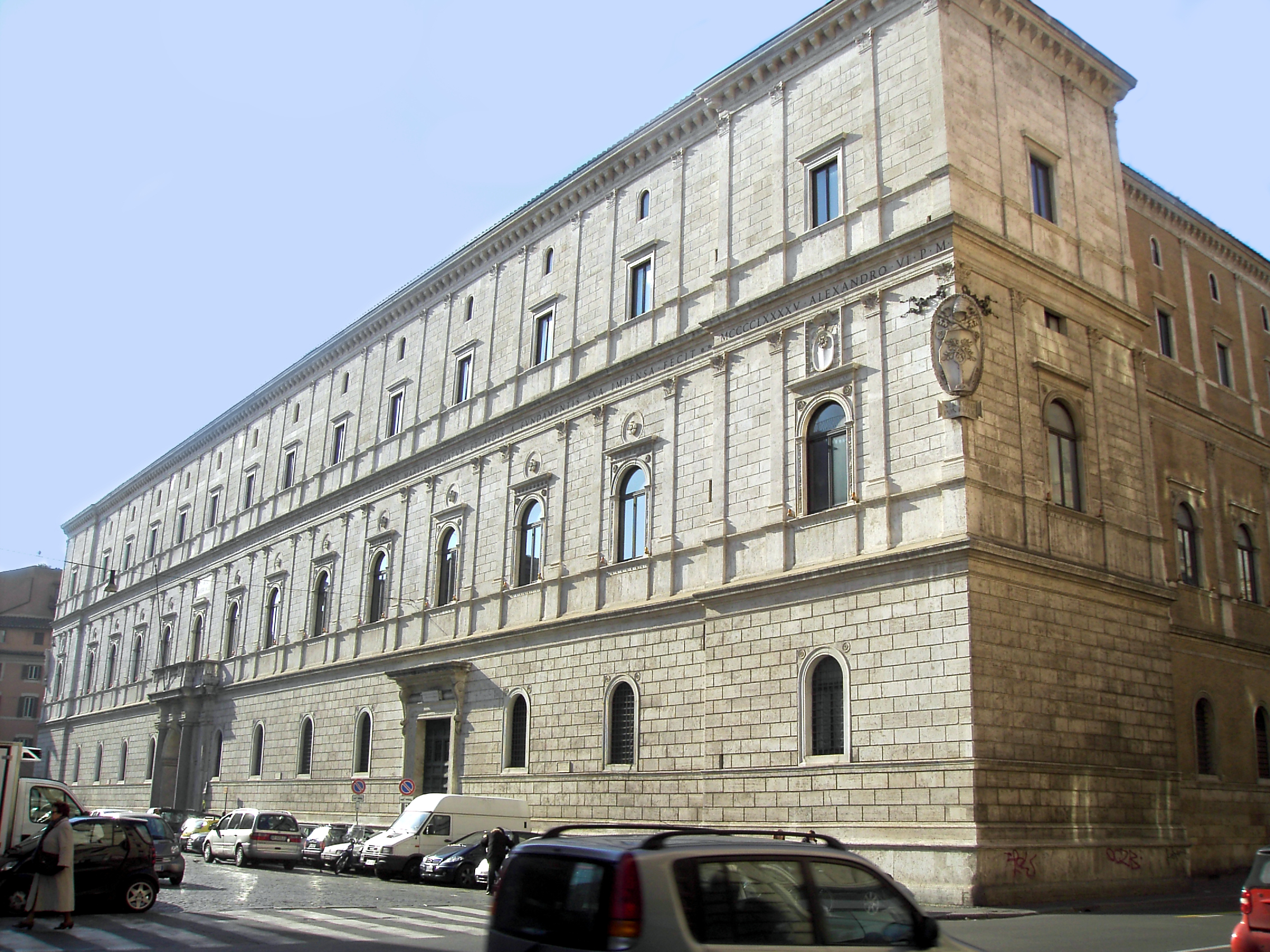
Pontificia accademia di San Tommaso d'Aquino

A queste risposte di dissenso, Leone XIII reagì imponendo in tutte le Università Cattoliche l'insegnamento del tomismo e creando un'Accademia Pontificia che avesse il compito di creare professori di orientamento tomistico, riadattando tutte le edizioni dei testi di San Tommaso d'Aquino. Questa radicalizzazione fu possibile proprio grazie a Giuseppe Pecci che fondò nuovi istituti scolastici per conto del fratello a Bologna, Friburgo, Parigi e Lowden. Nel 1879 Pecci venne anche nominato Prefetto della già esistente Pontificia accademia di San Tommaso d'Aquino, fondata il 15 ottobre 1879.
Leone XIII nominò trenta membri (di cui dieci da Roma), per la commissione di questa nuova istituzione.

### Biblioteca Vaticana

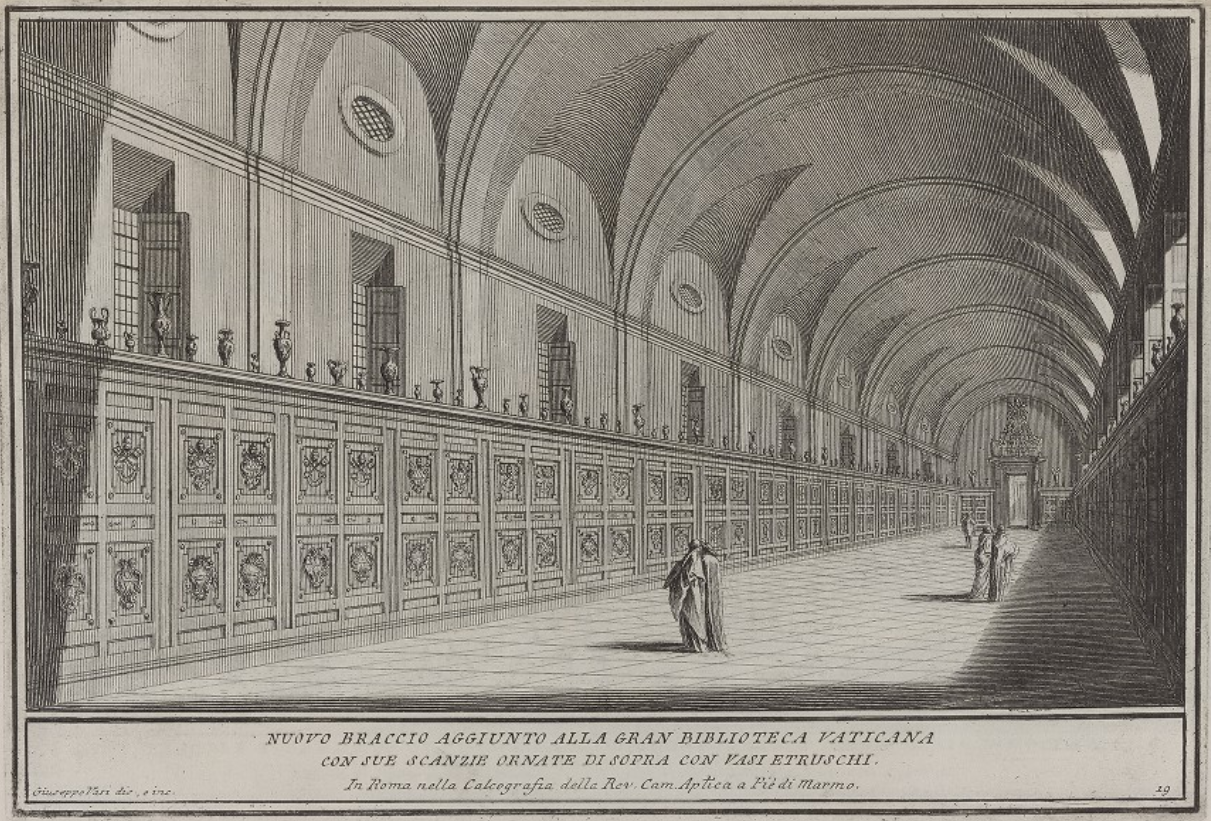
Una litografia della Biblioteca Apostolica Vaticana

Papa Leone XIII considerava la Biblioteca Apostolica Vaticana come uno dei tesori più importanti tra le mani della Chiesa, nel campo della cultura universale e della scienza, ma sfortunatamente ancora poco conosciuta. Egli si prodigò pertanto al fine di riorganizzarla attraverso una commissione appositamente guidata dal gesuita Franz Ehrle e dal fratello Giuseppe Pecci, con i gradi rispettivamente di Prefetto e Bibliotecario. Dopo un censimento totale, durato diversi anni, Leone XIII diede ordine di aprire questo tesoro al pubblico, un patrimonio librario di 1.600.000 volumi.

### Morte
Rientrò nella Compagnia di Gesù (1889) come cardinale un anno prima della sua morte, la quale sopraggiunse l'8 febbraio 1890 a Roma, quando il cardinal Pecci aveva 82 anni.

## Ascendenza
|                               |                                          |                                 | Genitori |  |  | Nonni |  |  | Bisnonni               |  |  | Trisnonni      |  |
|                               |                                          |                                 |          |  |  |       |  |  | Antonio Pasquale Pecci |  |  | Domenico Pecci |  |
|                               |                                          |                                 |          |  |  |       |  |  | Antonio Pasquale Pecci |  |  | Domenico Pecci |  |
|                               |                                          | Caterina Camilla Petrei         |          |  |  |       |  |  | Antonio Pasquale Pecci |  |  |                |  |
| Carlo Pecci                   |                                          |                                 |          |  |  |       |  |  | Antonio Pasquale Pecci |  |  |                |  |
|                               |                                          | Giovanna Vitelli                | …        |  |  |       |  |  |                        |  |  |                |  |
|                               |                                          | Giovanna Vitelli                | …        |  |  |       |  |  |                        |  |  |                |  |
|                               |                                          | Giovanna Vitelli                | …        |  |  |       |  |  |                        |  |  |                |  |
| conte Domenico Ludovico Pecci |                                          | Giovanna Vitelli                |          |  |  |       |  |  |                        |  |  |                |  |
|                               |                                          | …                               | …        |  |  |       |  |  |                        |  |  |                |  |
|                               |                                          | …                               | …        |  |  |       |  |  |                        |  |  |                |  |
|                               |                                          | …                               | …        |  |  |       |  |  |                        |  |  |                |  |
| Anna Maria Iacovacci          |                                          | …                               |          |  |  |       |  |  |                        |  |  |                |  |
|                               |                                          | …                               | …        |  |  |       |  |  |                        |  |  |                |  |
|                               |                                          | …                               | …        |  |  |       |  |  |                        |  |  |                |  |
|                               |                                          | …                               | …        |  |  |       |  |  |                        |  |  |                |  |
| Giuseppe Pecci                |                                          | …                               |          |  |  |       |  |  |                        |  |  |                |  |
|                               | Carlo Maria Prosperi Buzi, nobile romano | Prospero Prosperi Buzi          |          |  |  |       |  |  |                        |  |  |                |  |
|                               | Carlo Maria Prosperi Buzi, nobile romano | Prospero Prosperi Buzi          |          |  |  |       |  |  |                        |  |  |                |  |
|                               | Carlo Maria Prosperi Buzi, nobile romano | Ersilia Cataldi, nobile di Cori |          |  |  |       |  |  |                        |  |  |                |  |
| Alessandro Prosperi Buzi      | Carlo Maria Prosperi Buzi, nobile romano |                                 |          |  |  |       |  |  |                        |  |  |                |  |
|                               |                                          | Claudia Chiari                  | …        |  |  |       |  |  |                        |  |  |                |  |
|                               |                                          | Claudia Chiari                  | …        |  |  |       |  |  |                        |  |  |                |  |
|                               |                                          | Claudia Chiari                  | …        |  |  |       |  |  |                        |  |  |                |  |
| Anna Francesca Prosperi Buzi  |                                          | Claudia Chiari                  |          |  |  |       |  |  |                        |  |  |                |  |
|                               |                                          | …                               | …        |  |  |       |  |  |                        |  |  |                |  |
|                               |                                          | …                               | …        |  |  |       |  |  |                        |  |  |                |  |
|                               |                                          | …                               | …        |  |  |       |  |  |                        |  |  |                |  |
| Marianna Chiara Pizzi         |                                          | …                               |          |  |  |       |  |  |                        |  |  |                |  |
|                               |                                          | …                               | …        |  |  |       |  |  |                        |  |  |                |  |
|                               |                                          | …                               | …        |  |  |       |  |  |                        |  |  |                |  |
|                               |                                          | …                               | …        |  |  |       |  |  |                        |  |  |                |  |
|                               |                                          | …                               |          |  |  |       |  |  |                        |  |  |                |  |